# Moulin-du-Ruy
Moulin-du-Ruy is een plaats in de deelgemeente La Gleize, van Stoumont in de Belgische provincie Luik.

## Bezienswaardigheden
- De Sint Eustachiuskerk

Deelgemeenten: Chevron · La Gleize · Lorcé · Rahier · Stoumont

Overige kernen: Andrimont · Borgoumont · Chauveheid · Cheneux · Chession · Chevrouheid · Cour · Egbômont · Froidville · Habiémont · Heilrimont · La Venne · Les Forges · Meuville · Monceau · Moulin-du-Ruy · Roanne · Ruy · Targnon · Xhierfomont

Belgische gemeenten · arrondissement Verviers · provincie Luik · Wallonië